# Pierre-Nicolas Tourgueneff
Pour les articles homonymes, voir Tourgueneff.
Pierre-Nicolas Tourgueneff, né le 2 avril 1853 à Paris, dans l’ancien 1er arrondissement, mort dans la même ville, dans le 7e arrondissement, le 21 mars 1912,, est un sculpteur et peintre français.

## Biographie
Pierre Nicolas Alexandre Tourgueneff est le quatrième enfant et second garçon de Nicolas Tourgueniev (1789-1871) et de Clara Viaris de Lesegno. Né d’une famille originaire de Russie, son père avait été condamné à mort par contumace par Nicolas Ier pour avoir participé à l'insurrection décabriste.
Cet élève d’Emmanuel Frémiet est, comme son maître, spécialisé dans les sujets animaliers avec ses portraits de chevaux et de chiens. On lui doit également des figures équestres, en majorité des militaires de son époque ou du Premier Empire. Ses œuvres ont été éditées en bronze et en exclusivité par la fonderie Susse. Nombre d’entre elles, surtout des statuettes, avaient été exposées en bronze au Salon auquel il participe régulièrement à partir de 1880.
Il demeurait dans un hôtel particulier hérité de ses parents au 97 rue de Lille à Paris, et avait également son atelier au château de Vert-Bois, sur la commune de Rueil-Malmaison, où il séjournait le plus souvent. Il reçoit la visite d'écrivains, d'artistes, de peintres et de dessinateurs comme Jean-Louis Forain, Roger-Joseph Jourdain, Ernest Ange Duez et le journaliste au Gaulois Miguel Zamacoïs,.

## Distinction
Pierre-Nicolas Tourgueneff est nommé chevalier dans l'ordre national de la Légion d'honneur par décret du 6 février 1897.

## Collections publiques
En France
- Nîmes, jardins de la Fontaine : Charles Jalabert, 1904, buste en bronze
- Musée des beaux-arts de Nîmes : Charles Jalabert, 1904, buste en bronze
- Paris, musée de l'Armée
- Paris, musée d'Orsay : Chevaux de Halage, 1903, bronze. Le plâtre a été exposé au Salon des artistes français de 1887[5]

En Russie
- Saint-Pétersbourg, palais de Marbre : Alexandre III de Russie, 1910, statue équestre en bronze

## Éditions en bronze
Le catalogue publié par la fonderie Susse au début du XXe siècle référence les œuvres suivantes, éditées en bronze patiné, quelques-unes en bronze doré :
- Archer, 73 et 37 cm
- Chasseur en vedette, 38 cm
- Cheval Anglais, 47 cm
- Cheval Cob, 23 cm
- Cheval demi sang, 48 cm
- Cheval au dressage, 31 cm
- Cheval Norfolk, 32 cm
- Cheval de selle, 31 cm
- Chien barbet assis (scotch terrier), 16 cm
- Chiens bassets, groupe, 12 cm
- Chien à l’escargot, 6 cm
- Chien griffon basset (à la piste), 11 cm
- Chien de police, 19,5 cm et 10 cm
- Tête de chien, 23 et 6 cm
- Cuirassiers à la charge, 46 cm
- Dogue, 19 et 12 cm
- Dragon en vedette, 40 cm
- Grenadier de la garde, 62 cm
- Hussard 1806, 61 cm
- Jument Thérésa, 17 cm
- Groupe de deux juments, 41 cm
- Poulinière, 28 cm
- Retour du Labour, 50 cm

## Expositions
- Le Pastour, statue équestre, plâtre exposé au Salon de 1886, bronze présenté à l'Exposition universelle de 1889 à Paris, où il obtient un grand prix
- « L'atelier de Pierre Tourgueneff », Centre culturel l'Ermitage, Rueil-Malmaison, du 18 septembre au 23 octobre 2010[7]